# Neal of the Navy

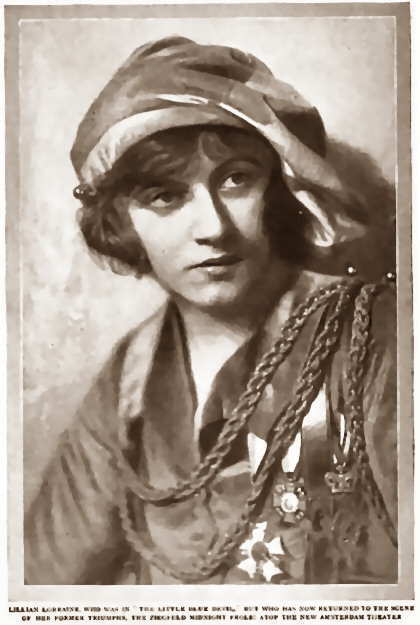
Lillian Lorraine, atriz do seriado.

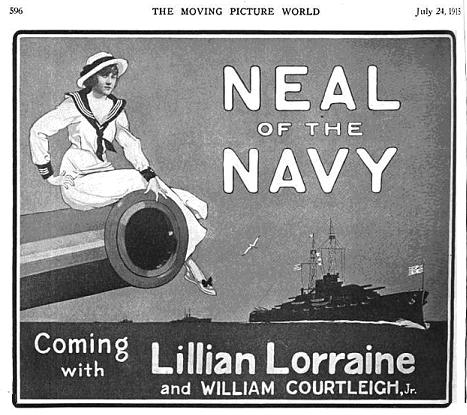
Anúncio do seriado, apresentando Lillian Lorraine.

Neal of the Navy é um seriado estadunidense de 1915, no gênero aventura, dirigido por William Bertram e W.M. Harvey, no gênero aventura, estrelado por William Courtleigh Jr. e Lillian Lorraine. Produzido pela Balboa Amusement Producing Company e distribuído pela Pathé Exchange, veiculou nos cinemas estadunidenses a partir de 2 de setembro de 1915.
Esse filme é considerado perdido.
Neal of the Navy foi o primeiro seriado a usar um nome masculino no título.

## Sinopse
Um cadete de Annapolis é expulso da Academia Naval por colar em uma prova, e vai, então, alistar-se na Marinha, para limpar seu nome. Enquanto isso, ele e sua namorada buscam um tesouro enterrado na ilha de Lost, que todos querem.

## Elenco
- William Courtleigh, Jr. - Neal Hardin
- Lillian Lorraine - Annette Illington
- William Conklin - Thomas Illington
- Ed Brady - Hernandez
- Henry Stanley - Ponto
- Richard Johnson - Joe Welcher
- Charles Dudley
- Helen Lackaye - Mrs. Hardin
- Bruce Smith - Capitão John Hardin
- Lucy Blake
- Philo McCullough (não-confirmado)

## Capítulos
Fonte: 
1. “The Survivors” (2 de setembro de 1915)
2. “The Yellow Packet”
3. “The Failure”
4. “The Tattered Parchment”
5. “A Message from the Past”
6. “The Cavern of Death”
7. “The Gun Runners”
8. “The Yellow Peril”
9. “The Sun Worshippers”
10. “The Rolling Terror”
11. “The Dreadful Pit”
12. “The Worm Turns”
13. “White Gods”
14. “The Final Goal.”